# Moussa Taleb
Moussa Taleb (ur. 1 lipca 1978 w Dubaju) – emiracki szachista, arcymistrz od 2004 roku.

## Kariera szachowa
W latach 1990–1995 r. kilkukrotnie reprezentował narodowe barwy na mistrzostwach świata juniorów w różnych kategoriach wiekowych. Pomiędzy 1992 a 2000 r. czterokrotnie uczestniczył w szachowych olimpiadach, największy sukces odnosząc w 2000 r. w Stambule, gdzie zdobył złoty medal za indywidualny wynik na V szachownicy. Oprócz tego, w latach 1991 i 1995 dwukrotnie startował w drużynowych mistrzostwach Azji.
W 1995 r. zdobył tytuł mistrza państw arabskich juniorów do 20 lat, natomiast w 1997 r. zwyciężył w turnieju Credit Suisse Masters w Cannes. W 2003 r. zajął II miejsce (za Mortezą Mahjoobem) w rozegranym w Dubaju turnieju strefowym, ale nie zdobył awansu do dalszego etapu rozgrywek o tytuł mistrza świata. W 2004 r. dwukrotnie podzielił I miejsca (wspólnie z Fəridem Abbasovem i Raszadem Babajewem oraz wspólnie z Igorem Švõrjovem) w Ałuszcie, w obu tych turniejach wypełniając normy arcymistrzowskie. W tym samym roku Międzynarodowa Federacja Szachowa przyznała mu, jako pierwszemu w historii szachiście Zjednoczonych Emiratów Arabskich, tytuł arcymistrza. W 2005 r. podzielił w Dubaju II miejsce (za Bassenem Aminem, wspólnie z Ahmedem Adlym, Slimem Belkhodją, Mohamadem Al-Sayedem i Fouadem El Taherem) w indywidualnych mistrzostwach państw arabskich. W 2007 r. podzielił I miejsce (wspólnie z Ehsanem Ghaemem Maghamim) w turnieju strefowym w Manamie, ale nie zdobył awansu do rozegranego w tym samym roku w Chanty-Mansyjsku turnieju o Puchar Świata.
Najwyższy ranking w karierze osiągnął 1 października 2004 r., z wynikiem 2517 punktów zajmował wówczas 1. miejsce wśród szachistów Zjednoczonych Emiratów Arabskich.